# شاخه آلبوشهباز
شاخه آلبوشهباز، روستایی از توابع بخش مرکزی شهرستان شادگان در استان خوزستان ایران است.ساکنان اصلی و قدیمی آن البوشهباز از زیر شاخه های قبیله بزرگ آلناصر بوده اند. این روستا در زمان های گذشته روستایی پر جمعیت بوده که بر اثر مهاجرت و گسترش شهر نشینی جمعیت آن به مرور زمان کاهش یافته است. نام خانوادگی ساکنان این روستا، البوشهباز، آلناصر و کعبی بوده اما با نام البوشهباز معروف اند.

## جمعیت
این روستا در دهستان جفال قرار دارد و براساس سرشماری مرکز آمار ایران در سال ۱۳۸۵، جمعیت آن ۱۳۵ نفر (۲۸خانوار) بوده‌است.